# Castelló (Vandellòs i l'Hospitalet de l'Infant)
Castelló és un llogaret al municipi de Vandellòs i l'Hospitalet de l'Infant (Baix Camp) situat en un coster a 388 metres d'altitud, uns 2,4 km al sud del nucli de Masboquera. Va quedar despoblat a mitjan segle xx. Cada any per Nadal, l'Associació de la Masia de Castelló hi organitza el Pessebre dels Estels, un pessebre vivent amb escenes d'oficis tradicionals.